# PG 1700+518
 (mars 2024).
Améliorez-le ou discutez des points à vérifier. 
PG 1700+518 est une galaxie de Seyfert type 1 qualifiée de Bourdon Radio. Cette galaxie est une galaxie multi-émettrice. Elle fait partie des galaxies elliptiques naines abritant un quasar ; elle se situe dans la constellation du Dragon à plus de 400 millions d'années-lumière,,.

## Découverte
PG 1700+518 a été découvert par le KODIAQ survey en 1996. Cette étude consiste en la surveillance du ciel profond dans le domaine des ondes visibles, le KODIAQ survey étudie le ciel avec une grande résolution et une fréquence qui correspond avec celle des quasars qui possèdent de grandes raies d'absorption.
Le KODIAQ s'est effectué avec l'instrument HIRES spectrograph installé sur le télescope Keck I,.

## Caractéristiques
Une observation de PG 1700+518 dans les bande J et H a permis de mettre en évidence un intense flux de gaz se déplaçant autour du cœur de PG 17000+518. C'est d'ailleurs grâce à cette observation que la vitesse des gaz a permis de calculer la masse de PG 1700+518A*[réf. nécessaire], la vitesse des gaz est estimée à 70 000 km/s, en utilisant la troisième loi de Kepler, le résultat est que la masse de PG 1700+518 est de 60 260 000 masses solaires,,,,.